# Gare de Lucciana
Gare de Lucciana vasútállomás Franciaországban, Lucciana településen.

## Vasútvonalak
Az állomást az alábbi vasútvonalak érintik:
- Bastia-Ajaccio-vasútvonal

## Kapcsolódó állomások
A vasútállomáshoz az alábbi állomások vannak a legközelebb:
- Gare de Borgo
- Gare de Casamozza